# Aperture
Az Aperture az Apple Inc. profiknak szánt fénykép-szerkesztő, -rendszerező és -megosztó alkalmazása volt. 2005-ben mutatták be, 2015-ben szűnt meg. Az Aperture felhasználóknak az Apple a kisebb tudású Photos alkalmazást ajánlja.

## Története
Az Aperture-t az Apple Inc. fejlesztette ki, a program csak OS X operációs rendszer alatt fut. Bemutatására 2005-ben került sor, megvásárolni és letölteni a Macintoshon futó App Store-ból lehet. Az alkalmazásba képeket olvashatunk be, szerkeszthetünk, retusálhatunk. A fényképek több rendező elv szerint csoportosíthatók. A képek megoszthatók a elektronikusan: honlapot generálva, e-mailhez csatolva, közösségi szájtokra (Flickr, Facebook) feltöltve vagy nyomtatott - egy kép, album, naptár, meghívó, kontakt - módon.
Az Aperture úgy nevezett non-destructive szerkesztő, azaz az eredeti, alkalmazásba bevitt kép mindig elővehető, a módosítások eltüntethetők. A profi fotósoknak szánt alkalmazás része az arc-felismerés, a GPS alapú helyszín azonosítás. Az alkalmazás írja és olvassa a képek metaadat-ait.
2014. június 27-én az Apple bejelentette, hogy nem folytatja az Aperture fejlesztését, ehelyett az új fényképkezelő alkalmazására, a Photos-ra koncentrál. A Photos - azonos néven, de eltérő képességekkel használható az iOS 8 operációs rendszert használó iPhone-okon és iPad-eken, illetve a Yosemite (Mac OS X 10.10) és újabb operációs rendszerű Macintoshokon. A Photos alkalmazással kívánja az Apple megoldani az eszközei közötti képszinkronizáció jelenlegi gondjait, a Photos erősen támaszkodik az Apple iCloud felhő-szolgáltatására.

## Videók az Aperture használatáról
- Aperture alapok (magyar nyelven)
- Aperture fényképalbum-készítés (magyar nyelven)